# واشينغتونفيل (نيويورك)
واشينغتونفيل (بالإنجليزية: Washingtonville, New York)‏ هي منطقة سكنية تقع في الولايات المتحدة في مقاطعة أورانج، نيويورك. يقدر عدد سكانها بـ 5,899 نسمة ومساحتها 6.6 كم2 وترتفع عن سطح البحر 93 متر.

## التركيبة السكانية
حدّد مكتب تعداد الولايات المتحدة بيانات التركيبة السكانية لواشينغتونفيل في تعداد الولايات المتحدة. في ما يلي، التركيبة السكانية حسب تعدادي 2000 و2010.

### تعداد عام 2000
بلغ عدد سكان واشينغتونفيل 5,851 نسمة بحسب تعداد عام 2000، وبلغ عدد الأسر 1,984 أسرة وعدد العائلات 1,498 عائلة مقيمة في القرية. في حين سجلت الكثافة السكانية 885.2 نسمة لكل كيلومتر مربع (2,292.7/ميل2). وبلغ عدد الوحدات السكنية 2,044 وحدة بمتوسط كثافة قدره 309.2 لكل كيلومتر مربع (800.8/ميل2).
وتوزع التركيب العرقي للقرية بنسبة 88.12% من البيض و5.57% من الأمريكيين الأفارقة و0.22% من الأمريكيين الأصليين و1.42% من الأمريكيين ذوي الأصول الآسيوية و3.03% من الأعراق الأخرى و1.64% من عرقين مختلطين أو أكثر و11.28% من الهسبانيون أو اللاتينيون من أي عرق.
بلغ عدد الأسر 1,984 أسرة كانت نسبة 49.8% منها لديها أطفال تحت سن الثامنة عشر تعيش معهم، وبلغت نسبة الأزواج القاطنين مع بعضهم البعض 61.6% من أصل المجموع الكلي للأسر، ونسبة 10.2% من الأسر كان لديها معيلات من الإناث دون وجود شريك، بينما كانت نسبة 3.6% من الأسر لديها معيلون من الذكور دون وجود شريكة وكانت نسبة 24.5% من غير العائلات. تألفت نسبة 21.7% من أصل جميع الأسر من عدة أفراد يعيشون في نفس المنزل ونسبة 10% كانت تتألف من شخص يعيش بمفرده يبلغ من العمر 65 عاماً أو أكثر. وبلغ متوسط حجم الأسرة المعيشية 2.94، أما متوسط حجم العائلات فبلغ 3.46.
بلغ العمر الوسطي للسكان 35.3 عاماً. وكانت نسبة 32% من القاطنين تحت سن الثامنة عشر، وكانت نسبة 6.3% بين الثامنة عشر والرابعة والعشرين عاماً، ونسبة 31.5% كانت واقعةً في الفئة العمرية ما بين الخامسة والعشرين والرابعة والأربعين عاماً، ونسبة 20.5% كانت ما بين الخامسة والأربعين والرابعة والستين، ونسبة 9.3% كانت ضمن فئة الخامسة والستين عاماً فما فوق. يوجد لكل 100 أنثى 94.9 ذكر، ويوجد لكل 100 أنثى في الثامنة عشر من عمرها فما فوق 88.5 ذكر.
بلغ متوسط دخل الأسرة في القرية 62,568 دولارًا، أما متوسط دخل العائلة فبلغ 69,145 دولارًا. وكان متوسط دخل الذكور 57,552 دولارًا مقابل 39,958 دولارًا للإناث. وسجل دخل الفرد الخاص بالقرية 24,036 دولارًا. وكانت نسبة 1.6% من العائلات ونسبة 3.7% من السكان تحت خط الفقر، وكان من هؤلاء نسبة 2.9% تحت سن الثامنة عشر ونسبة 12% في الخامسة والستين من العمر وما فوق.

### تعداد عام 2010
بلغ عدد سكان واشينغتونفيل 5,899 نسمة بحسب تعداد عام 2010، وبلغ عدد الأسر 2,177 أسرة وعدد العائلات 1,514 عائلة مقيمة في القرية. في حين سجلت الكثافة السكانية 892.4 نسمة لكل كيلومتر مربع (2,311.3/ميل2). وبلغ عدد الوحدات السكنية 2,256 وحدة بمتوسط كثافة قدره 341.3 لكل كيلومتر مربع (884.0/ميل2).
وتوزع التركيب العرقي للقرية بنسبة 80.30% من البيض و8.22% من الأمريكيين الأفارقة و0.46% من الأمريكيين الأصليين و2.51% من الأمريكيين ذوي الأصول الآسيوية و6.15% من الأعراق الأخرى و2.36% من عرقين مختلطين أو أكثر و18.27% من الهسبانيون أو اللاتينيون من أي عرق.
بلغ عدد الأسر 2,177 أسرة كانت نسبة 38.3% منها لديها أطفال تحت سن الثامنة عشر تعيش معهم، وبلغت نسبة الأزواج القاطنين مع بعضهم البعض 55% من أصل المجموع الكلي للأسر، ونسبة 10.2% من الأسر كان لديها معيلات من الإناث دون وجود شريك، بينما كانت نسبة 4.3% من الأسر لديها معيلون من الذكور دون وجود شريكة وكانت نسبة 30.5% من غير العائلات. تألفت نسبة 26.6% من أصل جميع الأسر من عدة أفراد يعيشون في نفس المنزل ونسبة 15.4% كانت تتألف من شخص يعيش بمفرده يبلغ من العمر 65 عاماً أو أكثر. وبلغ متوسط حجم الأسرة المعيشية 2.71، أما متوسط حجم العائلات فبلغ 3.32.
بلغ العمر الوسطي للسكان 41.1 عاماً. وكانت نسبة 25.2% من القاطنين تحت سن الثامنة عشر، وكانت نسبة 8.2% بين الثامنة عشر والرابعة والعشرين عاماً، ونسبة 22.8% كانت واقعةً في الفئة العمرية ما بين الخامسة والعشرين والرابعة والأربعين عاماً، ونسبة 30.4% كانت ما بين الخامسة والأربعين والرابعة والستين، ونسبة 13.3% كانت ضمن فئة الخامسة والستين عاماً فما فوق. وتوزع التركيب الجنسي للسكان بنسبة 48.4% ذكور و51.6% إناث.